# 岡田眞善
岡田 眞善（おかだ しんぜん、1973年7月16日 - ）は、東京都出身の俳優、キャスター、ラジオパーソナリティ、写真家。元日本代表ヨット選手（W杯 世界2位）。広告写真家としては2003年よりM-WAVE写真事務所に籍を置く。

## 経歴・履歴
1992年、玉川大学芸術学部在学中より、舞台を中心に活動を開始。大学卒業後は大手アパレルメーカーレナウンに入社。伯父のE・H・エリックから教わったヨット競技のクルージング技術は高く、在職中の1998年、 ヨットワールドカップ（W杯） 「カティーサーク世界帆船レース」に日本代表選手として選出。 日本代表キャプテンとしてW杯出場。 チームジャパンを率いて、 クラスA準優勝（世界第2位）に導き、 日本のヨット界に貢献。
レナウン退社後は、廣済堂 A&A、フェザンレーヴなどの制作会社に勤務し、 多岐に渡るカテゴリーのCM制作や、 ラジオ番組の制作をメインに、企画、構成・ディレクションなども行い、同時に出演も要請に応じて、こなしていた。
2011年、1966年6月30日に日本武道館で行われたビートルズの日本公演をオマージュした斉藤和義「やさしくなりたい」のPVに、同公演で司会進行を務めた伯父にあたるエリック役で出演。 2020年には「直撃LIVE グッディ!」（フジテレビ）出演のため、自宅からタクシー運転手が誤った「世田谷のフジテレビ」を目指したその道中をTwitterを使い実況中継した。的確で臨場感あるツイートはその後直ぐにまとめられニュース記事になった。

## 人物
趣味はバイクのツーリング、フィールサイクル（FEELCYCLE／暗闇バイクエクササイズ）、弓道、ガーデニング。カメラは3歳〜4歳の頃からおもちゃのようにいつも手にしてシャッターを切っていた。写真家の前田幸雄に師事し、2003年からプロカメラマンとして、M-WAVE写真事務所にも籍をおく。婚礼写真を数多く手掛け、写真の専門学校日本写真学院での講師経験も併せ持つ。MOEERE写真コンテスト『Catch The Motion』最優秀ゴールド賞受賞、まちのひろばフォトコンテスト2021（神奈川県川崎市）最優秀グランプリ受賞。愛用のカメラは富士フイルムとオリンパス。
取材にのめり込むタイプで、取材先でベッドやカメラを買い、ギャラ以上に使って赤字ということも多かったという。研究熱心な面もあり、上級救命技能士、航空特殊無線通信技師（丙種）、沿海船舶航海技師免状、弓道段位教範、日本書法芸術院書法初段、STS帆船海星教官トレーナー、日本セイルトレーニング協会インストラクターなどを取得している。爽やかな語り口でのナレーションは、博水社ハイサワー、自動車CM、ビールCMなど150社以上を担当している。プロデューサーとしてCMの制作、番組コンテンツの制作も行う。
尊敬してる俳優は、細川俊之、長谷川初範、菅原明、唐沢寿明、ジェレミー・アイアンズ、螢雪次朗、ロビン・ウィリアムズ、マイケル・ダグラス。俳優の細川俊之とは実質、親子のような関係で、舞台での共演や、テレビの旅番組でも親子旅のような関係として出演。2人でジャズバーなどに出没しているところを目撃されていた。細川俊之と共演した1999年に出演したミュージカル『リトル・ナイト・ミュージック』が実質的な俳優としての本格デビュー作。その細川と父の岡田眞澄が1985年から亡くなるまで演じていたミュージカル「ラ・カージュ・オ・フォール 籠の中の道化たち」は数多く観劇し強い影響を受け、幼少時代は、近藤正臣・市村正親が演じるジョルジュの相手役（ザザ）で親子共演することが夢だったという。  
高知県産業振興アドバイザー（高知県観光特使・四万十ドラゴンライド300キロレース 総合プロデューサーで、馬場隆司と共同監修）、とちぎ未来大使（とちぎ応援広報アンバサダー）、那須塩原町づくり大使も担当。座右の銘は「Happy-Go-Lucky」「どうにかなるさ!!」。好きな言葉は「大切なものは、目に見えないんだよ」サン＝テグジュペリ『星の王子さま』&メーテルリンク『青い鳥』と細川俊之からの言葉の「言葉には、消しゴムがないんだよ」。血液型はO型。2児（姉妹）の父。宇宙、海、自転車、腕時計、猫好き。シェイバー（髭剃り／カミソリ）収集・愛好家。 

### 家族
芸能一家で育つ、父は俳優の岡田眞澄、母は女優の藤田みどり。父方の伯父はE・H・エリック、祖父は画家であり、海軍軍人でもあった岡田穀、従姉は岡田美里、従姪は栗原菊乃、堺小春姉妹。堺正章はかつての義従兄で、父方祖母はデンマーク人。

### 年表
- 1973年：東京都港区南青山で岡田家の長男として誕生
- 1992年：玉川大学 芸術学部 入学し、大学時代はTOKYO FM 深夜番組スーパーFMマガジン「のるそる」ADを担当[15][16]
- 1994年：両親が離婚
- 1996年：レナウン 入社
- 1998年：ヨットワールドカップ世界帆船大西洋レース クラスA準優勝、制作会社に出向
- 2003年：M-WAVE写真事務所 前田幸雄に師事し
- 2004年：弟（3男）死去[17]
- 2006年：父・眞澄 死去[18]
- 2010年：プロデューサー業（広告代理店 フェザンレーヴ）も兼務
- 2016年：RADIO BERRY「B・E・A・T[19]火曜日」、FM NACK5「レディオ ファントム[20]」開始
- 2021年：まちのひろばフォトコンテスト2021 最優秀グランプリ受賞

## 出演番組

### ラジオ番組 レギュラー

#### RADIO BERRY（栃木）
- 「KDDI au present EZレディオショー」2004 - 2007
- 「B★BOX 」2004 - 2011
- 「ソノスジ」2010～2013
- 「葵キペディア」2010 - 2011 金曜日（21:30 - 21:55）
- 「エールなすしおばら green FM」2013 - 2021
- 「JOIN-T」2015 - 2016
- 「B・E・A・T」火曜日 2016年4月-（16:00 - 18:54）

#### FM NACK5（埼玉）
- 「SUNDAY BIRDS -遊びの天才- 」コーナー番組『NACK5 女性応援課』2012 - 2016
- 「MiNo Step by Step」2014 - 2016 火曜日（23:30 - 24:00）
- 「レディオ ファントム」2016年10月 - 2023年3月 金曜日（6:00 - 9:00）

#### 文化放送
- 「キニナル」2010 - 2018 日19:00 - 20:00 西川文野

#### Ｊ-WAVE
- 「フィール・ザ・ヒーリング/Feel the heeling」1994 - 1995
- 「J'sコーリング 金曜日」1996 - 1998
- 「NEXT WAVE」

#### TOKYO FM
- 「ANNAのHAPPY-GO-LUCKY」2002 - 2006
- 「K-1ファイター魔裟斗のKING SPIRITS」[21]
- 「サウンドエッセイ」
- 「Product X」

#### FMヨコハマ
- 「MORNING STEPS」

### ラジオ番組 ゲスト
- TBSラジオ 爆笑問題の日曜サンデー 2010
- 文化放送 吉田照美 ソコダイジナトコ 2013
- 文化放送 高田純次 日曜 テキトォールノ 2015

### テレビ番組（情報番組）
- ワンダフル（TBS）
- レディス4（テレビ東京）2008 - 2010
- ハシホン!スポーツ秘話（日テレジータス）2010 - 2012
- マゴマゴタイムズ 子育て教養番組 （日テレジータス）ニュース&カルチャー枠
- 5時に夢中（TOKYO MX）
- 直撃LIVE グッディ!（フジテレビ）2019 - 2020 コメンテーター
- イブ6プラス（とちぎテレビ）金曜MC 17:59 - 19:15

### テレビ番組（バラエティ）
- 天才!ヒポカンパス（フジテレビ）ゲスト回答者として
- クイズ!ヘキサゴンII（フジテレビ）2007 - 2009
- ねるとん紅鯨団（関西テレビ放送）
- 業界クイズ ミニキテ!（中京テレビ放送） レギュラー
- 踊る!さんま御殿!!（日本テレビ）
- 田舎に泊まろう!（テレビ東京）2009 山形県松山町
- 爆報! THE フライデー（TBS）2014.5.23
- 土曜スペシャル（テレビ東京）観光列車でめぐる 秋のにっぽん列島
- 全国一斉!日本人テスト（フジテレビ）
- ペット相談（NHK BS2）大桃美代子

### テレビ番組（ドラマ）
- おみやさん 第8シリーズ 第6話（2011年6月2日、テレビ朝日） - 松浦仁 役

### 映画
- 1994：横浜ばっくれ隊 夏の湘南純愛篇
- 1996：湘南純愛組！4 死神狩り
- 2006：BLACK KISS/ブラックキス
- 2009：フィッシュストーリー
- 2015：あらうんど四万十 ―カールニカーラン―

### ミュージックビデオ（PV）
- 斉藤和義「やさしくなりたい」E・H・エリック 役

### 雑誌・新聞
- 「ペット大好き」東京新聞
- 「TOYOTA IQのある暮らし」 全紙 2009
- 「この人」 日本経済新聞
- ベリーの街ブロ[22]
- 講談社『ベストカー』小沢こーじのクルマバカ列伝 2012年9月
- 「文藝春秋」
- 「アサヒカメラ」
- 「ねこまる」

### CM
- 1996年 「POT&CUPS」 日東紅茶
- 「asahi.com」 CMキャラクター

### Web
- 2010年 「みんなでUSTREAM」powered by Logicool ミンスト

### 舞台
- 1999年：リトル・ナイト・ミュージック（ヘンリック・エーガーマン）[23]
- 1999年：横浜行進曲（ウレ公）
- 2000年：白雪姫（王子）～2002年 杉本彩、矢部美穂
- 2001年：テニアンアイランド（主演、マックス中尉）
- 2002年：バタフライはフリー（主演 ドン・ベイカー）04,05年
- 2005年：そして誰もいなくなった（マーストン）
- 2008年：サウンドオブミュージック（ロルフ）劇団スイセイ・ミュー ジカル
- 2011年：株式会社893（赤坂レッドシアター）
- 2012年：幸せの値段～RU Happy?～（劇団NLT公演）俳優座劇場
- シャンブルマンダリン（アンソニー）
- As you like it お気に召すまま（ジェイキス）
- 7本の色鉛筆（ヨタ息子）
- シンデレラ

## 「岡田眞善」の発言

### 書籍（一部抜粋）より

#### 父1
- 父から電話があったのは、2005年6月。話すのは7年ぶりのことだった。父はいきなりこう告げた。「がんになっちゃったよ」。数日後、麻布にある父の家を初めて訪ねた。久しぶりに見た父はずいぶん痩せてはいたが、元気に振る舞っていた。その時僕が感じたのは、がんによる迫りくる死よりも、「ああ、生きていたんだ」という生の実感。というのも、僕の中では父は長い間「既にいないもの」だったからだ。[24]
- 今ふり返れば、どんな状況の中でもプロ意識が高い人だったと思う。最後にあったのは亡くなる四日前だ。既に父は話すことができなくなっていたが、私を見つけると「来い」と手招きをした。そして、右手の親指を立ててグッドラックという手振りをした。それが父との最後のコミュニケーションであった。父は最後まで自分を信じる粋な生き様を貫いた。[25]

### 公式ブログより

#### 父1
- （2006年 父 死去時の想い）今、父に対しての「ありがとう」「お疲れ様でした」という言葉がでてきた。本当の気持ちとしてね。今生きている僕は、すべて感謝する。そうでなきゃ、僕は今いないのですから[26]。
- 久しぶりに電話越しに聞いた家族の声は元気がなかった。僕も元気がなくなった。目からは、流したくないのだけど、涙が出てきた。なんで、自分の事を、こんな僕に言うんだろう。僕に言われてもどうすることも出来ないよ。卑怯だよ。もう、生きている時間を共有することなんかないし、関わらないことが、ルールなんだと、自分に言い聞かせていた僕がいるのに。でも、16年間の僕が生まれてからの時間の幸せは、その家族の大きな協力があってのものだった。その時間も、今年僕は32歳、人生の半分以下の時間になっちゃうんだ。なんだかせつなくなってくる。うん、僕は素晴らしい世界に生きている。優しくならなきゃ。あす、僕はその家族に会う。何年ぶりだろう。どんな僕で行けばいいのかな。仕事が終わってからだから疲れてるかな。疲れた僕なんかで会いたくないけど、時間がない。僕に出来る、16年分の感謝。(2005/06/22)[27]

#### 父2
- 僕の父親は誰か。細川俊之さんである。実質、細川さんはお父さんと言っても過言ではないと、僕は思っている。[28]
- 細川俊之さん、天国で元気であろうか？ストリチナヤ、ソーダ割り、飲んでるかなぁー。（笑）僕の中で、細川さんに恥ずかしくない仕事をしなきゃという目標がある。それは、「親父」に対しての敬愛の念であり、そして戒めでもある。今の僕の仕事の、送出されたものを細川さんが味わったらどうだろうか？ほんと、僕の父親だった。父親で居てくれた。だから、今でも常に頭の中に居てくれる。[29]

#### 兄弟
- （2005年 兄弟の死去に対して）一周忌がもうすぐ。昨年の７月２７日、僕は３人兄弟から２人兄弟になってしまった[30]。
- 自殺そのものに対する議論は不毛であるとも感じる。私が弟を失った時、20年前、あの朝、何が正解なのかを探そうとしたけれど、その後、長い時間を通して感じるのは、『悩まないで』の言葉によって悩まないようでいられてしまうならば、逆に人間ではない思う。[31]
- 僕は兄弟が二人になってしまったわけだけど、だからこそこれからは、二人で仲良くやっていかなくてはならない。でも、ここ何日かは二人の間に温度差があったことも事実。どちらが正しいとか言うことではなく、お互いに相手の立場を理解することが重要。ただ、年齢差は感じてしまったのだけどね。（笑）だからこそ、可愛い弟でもあるわけで、今、一生懸命頑張っていることがわかる。いつかはそれで母を幸せにしてあげたくて仕方ないわけですから。なんだか家族というのは、定義が難しいものですね。血が繋がっていなくても、家族ということだってありえる。[32]

#### 家族
- （2005年）かっこいい男になりたい。そのために、いい番組にも参加したいし、いい舞台にも参加したいし、いい写真も記録したい。そしていつか、僕が愛されたように、僕が家族を作って、その家族を愛したい。かっこいい父親になりたい[33]。
- （2007年）ちっちゃい頃は夕日を見ると、それが一日の終わりのような感覚を味わってた。夕日が目に入ると、「帰らなきゃ」という感覚に支配されて、恩田川沿いを必死に自転車こいで、自宅のある方に走っていた。鼻水たらしながら、見える景色の川にはカモの大群がいたりして、僕も大群、つまり家族の中に戻らなきゃって気持ちがしてた。当時の僕からすれば、家族という単位は最初の大群の単位というイメージがあったんだと思う[34]。

#### 仕事
- （2020年）どうもテレワークというのは、夢中になりすぎる。睡眠不足この上ない。(笑)マイクと向き合う仕事で、届く声に向き合う仕事、興味を持ち続ける仕事、好きだなー。そんな現場に、そろそろ、現場に。やっぱり、現場がいいね[35]。
- （2019年）僕が携わる番組と言うのは、 全身全霊で番組に向き合ってくださる方の言葉を受け止めたいと思っている。 番組と言うのは、情報ではない。 時間の共有だ。 何十年か前までは違っていたかもしれないが、本質ではやはり、時間の共有なんじゃないかなと確信している。 46歳、 家族を大切にしつつ、 仲間を大切にしつつ、 番組を大切にし、 番組家族を大切にしつつ、 仲間を大切にしつつ、番組を大切にし、番組にを味わって下さる皆様と、育てていきたいと思っている[36]。

#### 学校・友人
- （2005年）僕は中学生までの間、非常に恵まれた環境で育ってきたという自負がある。玉川学園で、小学部でも素敵な先生に恵まれ、中学部ではなおさらのこと、親元を離れて、先生と一緒に生活する時間、中学部、青雲塾の塾生として生活する時間を過ごせたことも、今の僕に大きな力を与えてくれている[37]。
- （2005年：友達）友達って、大人になればなるほど新たにつくるのが難しいです。学生時代はその定義がわかりやすかったけれど、社会人になってからは友達といっても仕事の現場が変わってしまえば、その時の付き合いの仲間も変わってきてしまう。大学時代、そしてメーカーのサラリーマン時代の仲間は今でも変わらなく友達なのですが、今の仕事になってからは、本当に難しいと感じています[38]。

#### その他
- 最近顕著に感じることなのだが、企業やお店に対して、何にでも『さん付』けする人が多いように感じる。それは仕事の裏側での敬意を込めた『さん付け』であって、その情報を享受をされるべき当事者に対して『さん付け』ではこれは意味が違ってくる。『宇都宮東武百貨店さん』とか、『イオン〇〇店さん』とかそういったのは、『宇都宮東武百貨店』。『イオン〇〇店』で良いのだ。その先に担当者がいる場合にのみ担当者の名前に『〇〇さん』とつければいいだけのこと。何にでも『さん付け』そういうのは、裏側でやってくれ。そもそも、企業や店舗は人ではないのだ。いったい、誰に敬意を払っているのだ。正しく敬意を払えていません。なんでもひとまず『さん』付けでオッケー！な、稚拙な感覚だと感じる。大切なモノや、コトをちゃんと見て大切に。『ひとまず大切っぽく』は、それこそ大切に向き合っていない。
- 僕は、決して『最高』と言う言葉の安売りはしない。最高…と言えば、それは相手は喜ぶだろう。けれども、正直でありたい。他の人に伝える事も仕事としての立場である以上、相手だけではなく、その言葉を知った人にもれなく、『最高』であると認められ、初めて、言葉を仕事にしている人間の言葉の重みを認識して頂けると…。そう思うからだ。[39]
- 矛盾してることを指摘して、だから、間違っていると断定。けれどさ、人間はコンピュータじゃないんだから、デジタルじゃないんです。アナログです。矛盾していて当然ですよ。そうでなきゃ、有史以来の人間ドラマのほとんどは、成立しなくなっちゃう。矛盾と闘う、葛藤するからこそ、人間[40]。

## 親子断絶
眞善は、弟（三男）を自殺により失っている。 
父の岡田眞澄は岡田姓を捨て改姓し、相手先の養子に入る形で1995年に結婚。いわば略奪婚であった。当時、家族に対して『映画を撮るために莫大な借金をしたい。家族に迷惑をかけたくないので、離婚を許して欲しい』という虚偽の理由を伝え離婚の判を押させるカタチだった。そのため慰謝料の請求をしない約束となり、父親からは慰謝料や弟らの養育費は、一切支払われることはなかった。
その後、大手制作会社社員になった眞善の弟は、あえて父親を起用した舞台を制作し、対等な立場になろうとしたが、代役のきかない稽古終盤に、新しく生まれた娘（岡田朋峰）の運動会に行くという理由で急遽降板。会社に莫大な迷惑をかけ、公演キャンセル料などその責任を負うため、2004年に自殺した。弟の自殺がきっかけで眞善と父の真澄と絶縁状態となる。『自分の息子に責任負わせ、死に追いやる父親がどこにいる』と眞善は父親を強く非難し、父親の眞澄は息子の死を悲しんだが、葬儀への参加が許されなかった。
2005年に癌末期だった岡田眞澄と7年ぶりに会う機会はあったが関係修復はできず、葬儀（2006年）の弔辞では「俳優としては一流、人としては最低」と発言している。